# Mark Rudan
Mark Rudan (ur. 27 sierpnia 1975) – australijski piłkarz występujący na pozycji obrońcy.

## Kariera piłkarska
Od 1993 do 2010 roku występował w Sydney United, Northern Spirit, Alemannia Aachen, Nanjing Yoyo, Public Bank, Sydney, Avispa Fukuoka, Vaduz i Adelaide United.